# 巴斯皇家劇場
皇家劇場（The Theatre Royal）是位於英國英格蘭城市巴斯的一座建築，修建於1805年。巴斯皇家劇場被列為英國II*級登錄建築，被劇場信託形容為「最重要的現存喬治式劇場建築之一」。皇家劇場大約可以容納900人觀眾。

## 外部連結
- Official website （页面存档备份，存于）
- Short article and photographs of the theatre （页面存档备份，存于）